# Trachyarus brevipennis
Trachyarus brevipennis är en stekelart som beskrevs av Per Abraham Roman 1918. Trachyarus brevipennis ingår i släktet Trachyarus och familjen brokparasitsteklar. Arten är reproducerande i Sverige. Inga underarter finns listade i Catalogue of Life.